# اتحاد أيرلندا لكرة القدم
اتحاد أيرلندا لكرة القدم (بالإنكليزية: Football Association of Ireland) و(بالأيرلندية: Cumann Peile na hÉireann) هو الهيئة التي تقوم بتنظيم رياضة كرة القدم في جمهورية أيرلندا تأسس في عام 1921 وانضم إلى الاتحاد الدولي لكرة القدم في 1923 وانضم إلى الاتحاد الأوروبي لكرة القدم في 1958.

الشعار السابق للاتحاد الأيرلندي